# San Fernando, Michoacán de Ocampo
San Fernando är en ort i Mexiko.   Den ligger i kommunen Apatzingán och delstaten Michoacán de Ocampo, i den södra delen av landet, 300 km väster om huvudstaden Mexico City. San Fernando ligger 262 meter över havet och antalet invånare är 260.
Terrängen runt San Fernando är kuperad åt sydost, men åt nordväst är den platt. Runt San Fernando är det ganska tätbefolkat, med 62 invånare per kvadratkilometer. Närmaste större samhälle är Apatzingán, 6,6 km nordost om San Fernando. I omgivningarna runt San Fernando växer huvudsakligen savannskog.